# St. Margarethen im Lungau
St. Margarethen im Lungau is een gemeente in de Oostenrijkse deelstaat Salzburger Land, en maakt deel uit van het district Tamsweg. St. Margarethen im Lungau telt 799 inwoners.

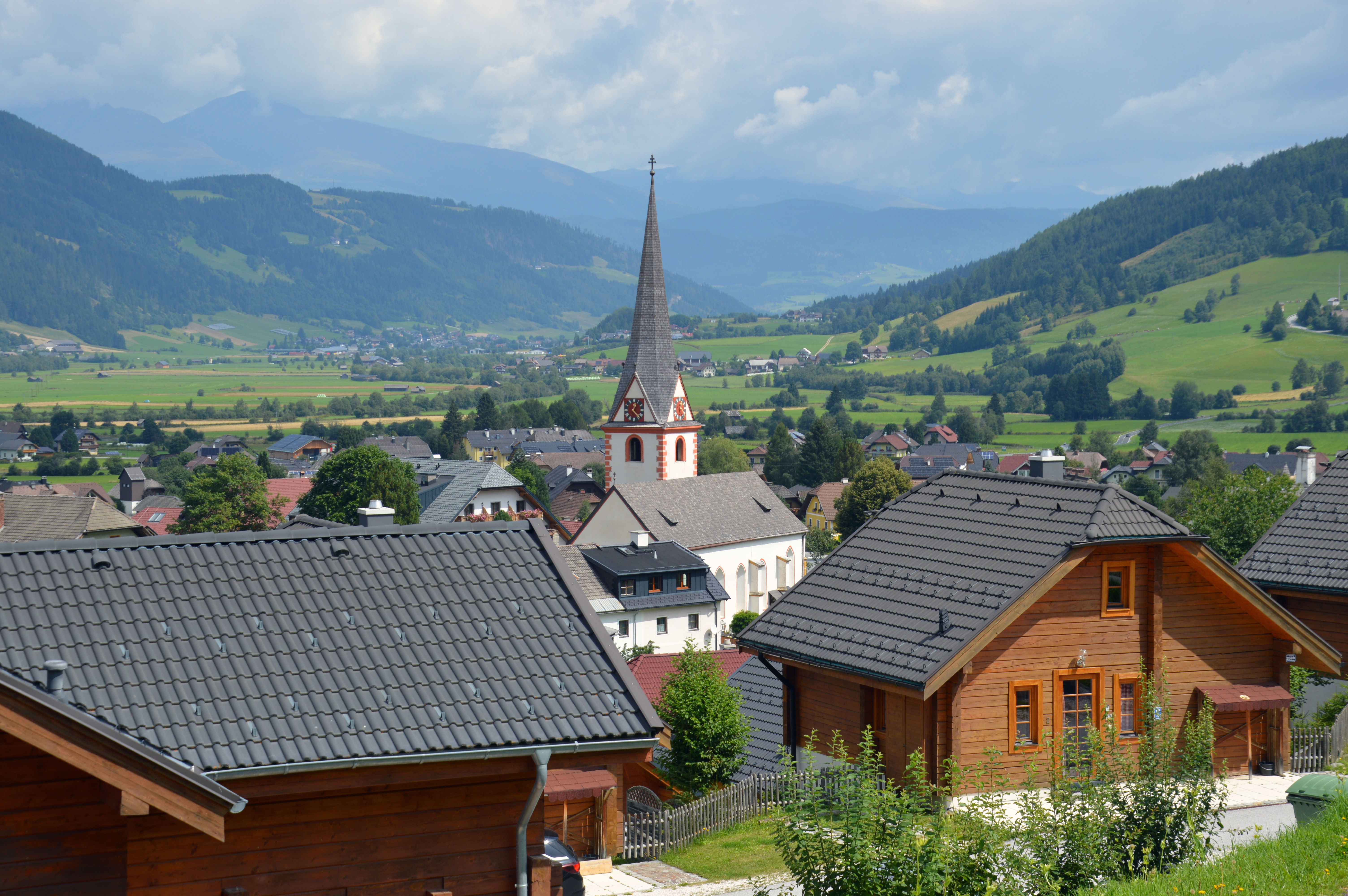
Zicht op St. Margarethen, met de parochiekerk centraal in beeld en de wijde Muhrvallei in de achtergrond.

Göriach ·
Lessach ·
Mariapfarr ·
Mauterndorf ·
Muhr ·
Ramingstein ·
St. Andrä ·
St. Margarethen ·
St. Michael ·
Tamsweg ·
Thomatal ·
Tweng ·
Unternberg ·
Weißpriach ·
Zederhaus
- Gemeinsame Normdatei: 7689553-1
- Virtual International Authority File: 234397054